# Superocean
Superocean je ocean koji okružuje superkontinent. Rjeđe se definira kao bilo koji ocean veći od trenutnog Tihog oceana. Imenovani globalni superoceani uključuju Miroviju, koja je okruživala superkontinent Rodiniju, i Panthalassu, koja je okruživala superkontinent Pangeu. Panotija i Kolumbija, zajedno s kopnenim masama prije Kolumbije (kao što su Ur i Kenorland), također su bile okružene superoceanima.
Kako se površinska voda nesmetano kreće od istoka prema zapadu u superoceanima, ima tendenciju zagrijavanja od izlaganja sunčevoj svjetlosti tako da je zapadni rub oceana topliji od istočnog. Osim toga, sezonske promjene temperature, koje bi bile znatno brže u unutrašnjosti, vjerojatno su uzrokovale snažne monsune. Općenito, međutim, mehanika superoceana nije dobro shvaćena.